# Drepanosticta belyshevi
Drepanosticta belyshevi is een libellensoort uit de familie van de Platystictidae, onderorde juffers (Zygoptera).
De wetenschappelijke naam van de soort is voor het eerst geldig gepubliceerd in 1991 door Hämäläinen.